# Urraca Garcés di Navarra (XI secolo)
Urraca di Navarra (995 circa – 12 agosto 1041) principessa reale di Navarra che fu regina consorte di León.

## Origine
Come conferma JIMENA FERNÁNDEZ, ESPOSA DE GARCÍA SÁNCHEZ II DE PAMPLONA Urraca era figlia del re di Navarra,García II Sánchez e di Jimena Fernández, figlia, secondo il Diccionario biográfico español, Real Academia de la Historia, del conte Fernando Vermúndez (discendente del re delle Asturie Ordoño I) e della moglie Elvira; la discendenza da Fernando Vermúndez viene confermata dal documento n° V del Cartulario del Monasterio de Eslonza, Parte 1, inerente una donazione del suo pronipote, Alfonso VI.

García II Sánchez secondo lo storico basco, Jean de Jaurgain, come riporta nel suo, La Vasconie, era figlio del re di Pamplona, Sancho II Abarca e della cugina di suo padre Urraca di Castiglia, che, secondo il codice di Roda, era figlia del conte di Castiglia, Fernán González e di Sancha Sánchez di Pamplona (900-955 circa), figlia, secondo il codice di Roda del re di Pamplona, Sancho I Garcés e di Toda di Navarra,, la figlia di Aznar Sánchez, signore di Larraun e di Oneca Fortúnez, la figlia del Re di Pamplona, Fortunato Garcés e di Oria.

## Biografia
Suo padre, García II Sánchez, morì, dopo aver dato il suo appoggio al conte di Castiglia, Sancho Garcés, che aveva ottenuto l'appoggio anche del re del León Alfonso V e del conte di Saldaña, García Gómez de Carrión. Alla battaglia di Cervera de Pisuerga, nella Provincia di Palencia, nel luglio del 1000, Sancho Garcés e il conte di Saldaña subirono una cocente sconfitta e persero la vita.

Sul trono di Pamplona gli succedette suo fratello Sancho III Garcés, di circa dieci anni, ancora sotto tutela della madre, Jimena Fernández, e della nonna, Urraca Fernández di Castiglia.
Urraca venne data in sposa nel 1024 al re Alfonso V di León, divenendone la seconda moglie; infatti Alfonso era infatti già stato sposato con Elvira Menéndez, morta nel 1022, figlia del Conte di Portucale, il galiziano, Menendo González e di sua moglie, dona Mayor.

Il matrimonio di Urraca e Alfonso viene confermato dal documento di pag. 390 delle Apéndices del tomo XIX della España sagrada (Rex Adefonsi proles Veremudi cum coniuge mea Regina Urraca); anche Urraca. Un nombre egregio en la onomástica altomedieval riporta che Urraca era sorella di Sancho III Garcés e moglie di Alfonso V.
Suo marito, Alfonso V, morì, il 4 luglio 1028, come riporta il documento n° XCII, datato 1055, della Apéndice del Tomo II de la Historia de la Santa A. M. Iglesia de Santiago de Compostela, ucciso da una freccia scagliata dai difensori musulmani della città Viseu, nell'odierno Portogallo, mentre la stava assediando.

In quello stesso anno, nel documento n° LXXXIX della Apéndice del Tomo II de la Historia de la Santa A. M. Iglesia de Santiago de Compostela, inerente una donazione fatta con la propria madre, Jimena Fernández, Urraca viene citata come vedova.
Dopo la morte del marito, Urraca, con l'ausilio della propria madre, Jimena Fernández, fu la tutrice del figliastro, Bermudo III.
Nel 1032 combinò il matrimonio della figliastra, Sancha, con Ferdinando Sanchez, figlio di suo fratello, il re di Navarra, Sancho III Garcés.
Dopo il matrimonio di Bermudo III, nel 1035 Urraca non compare più in alcun atto ufficiale.

## Figli
Urraca ad Alfonso diede una figlia da:
- Jimena di León che sposò il conte Fernando Gundemáriz (Da questa coppia nacque Cristina Fernandez dal cui matrimonio con Diego Fernandez, conte di Oviedo nacque a sua volta Jimena Díaz, moglie di Rodrigo Diaz de Vivar altrimenti detto il Cid Campeador, come riporta la Historia genealógica y heráldica de la monarquía española, Volume 1[18].

## Ascendenza
|                              |   |                           | Genitori                    |  |  | Nonni |  |  | Bisnonni                    |  |  | Trisnonni                  |  |
|                              |   |                           |                             |  |  |       |  |  | García I Sánchez di Navarra |  |  | Sancho I Garcés di Navarra |  |
|                              |   |                           |                             |  |  |       |  |  | García I Sánchez di Navarra |  |  | Sancho I Garcés di Navarra |  |
|                              |   | Toda di Navarra           |                             |  |  |       |  |  | García I Sánchez di Navarra |  |  |                            |  |
| Sancho II Garcés di Navarra  |   |                           |                             |  |  |       |  |  | García I Sánchez di Navarra |  |  |                            |  |
|                              |   | Andregoto Galíndez        | Galindo III d'Aragona       |  |  |       |  |  |                             |  |  |                            |  |
|                              |   | Andregoto Galíndez        | Galindo III d'Aragona       |  |  |       |  |  |                             |  |  |                            |  |
|                              |   | Andregoto Galíndez        | Sancha di Navarra           |  |  |       |  |  |                             |  |  |                            |  |
| García II Sánchez di Navarra |   | Andregoto Galíndez        |                             |  |  |       |  |  |                             |  |  |                            |  |
|                              |   | Ferdinando Gonzales       | Gonzalo Fernández de Burgos |  |  |       |  |  |                             |  |  |                            |  |
|                              |   | Ferdinando Gonzales       | Gonzalo Fernández de Burgos |  |  |       |  |  |                             |  |  |                            |  |
|                              |   | Ferdinando Gonzales       | Muniadomna di Lara          |  |  |       |  |  |                             |  |  |                            |  |
| Urraca di Castiglia          |   | Ferdinando Gonzales       |                             |  |  |       |  |  |                             |  |  |                            |  |
|                              |   | Sancha Sánchez di Navarra | Sancho I Garcés di Navarra  |  |  |       |  |  |                             |  |  |                            |  |
|                              |   | Sancha Sánchez di Navarra | Sancho I Garcés di Navarra  |  |  |       |  |  |                             |  |  |                            |  |
|                              |   | Sancha Sánchez di Navarra | Toda di Navarra             |  |  |       |  |  |                             |  |  |                            |  |
| Urraca Garcés di Navarra     |   | Sancha Sánchez di Navarra |                             |  |  |       |  |  |                             |  |  |                            |  |
|                              | … | …                         |                             |  |  |       |  |  |                             |  |  |                            |  |
|                              | … | …                         |                             |  |  |       |  |  |                             |  |  |                            |  |
|                              | … | …                         |                             |  |  |       |  |  |                             |  |  |                            |  |
| Fernando Bermúdez            | … |                           |                             |  |  |       |  |  |                             |  |  |                            |  |
|                              |   | …                         | …                           |  |  |       |  |  |                             |  |  |                            |  |
|                              |   | …                         | …                           |  |  |       |  |  |                             |  |  |                            |  |
|                              |   | …                         | …                           |  |  |       |  |  |                             |  |  |                            |  |
| Jimena Fernández             |   | …                         |                             |  |  |       |  |  |                             |  |  |                            |  |
|                              |   | …                         | …                           |  |  |       |  |  |                             |  |  |                            |  |
|                              |   | …                         | …                           |  |  |       |  |  |                             |  |  |                            |  |
|                              |   | …                         | …                           |  |  |       |  |  |                             |  |  |                            |  |
| Elvira                       |   | …                         |                             |  |  |       |  |  |                             |  |  |                            |  |
|                              |   | …                         | …                           |  |  |       |  |  |                             |  |  |                            |  |
|                              |   | …                         | …                           |  |  |       |  |  |                             |  |  |                            |  |
|                              |   | …                         | …                           |  |  |       |  |  |                             |  |  |                            |  |
|                              |   | …                         |                             |  |  |       |  |  |                             |  |  |                            |  |

### Fonti primarie
- (LA)  Textos navarros del Códice de Roda Archiviato il 31 gennaio 2021 in Internet Archive..
- (LA)  #ES HISTORIA DE LA SANTA A. M. IGLESIA DE SANTIAGO DE COMPOSTELA TOMO II.
- (LA)  #ES Cartulario del Monasterio de Eslonza.
- (LA)  España sagrada. Volumen 19.

### Letteratura storiografica
- (ES)  #ES Historia genealógica y heráldica de la monarquía española, Volume 1
- (ES)  Historia De Los Hechos De Españara
- (ES)  Historia de la ciudad y corte de Leon
- (ES)  #ES Memorias de las reynas catholicas.
- (ES)  #ES Urraca. Un nombre egregio en la onomástica altomedieval
- (FR)  (LA)  La Vasconie.